# 布伦佐内
布伦佐内（義大利語：Brenzone），是意大利威尼托大区维罗纳省的一个市镇。总面积50.1平方公里，人口2557人，人口密度51.0人/平方公里（2009年）。国家统计（ISTAT）代码为023014。